# The Chaperone (película)
The Chaperone es una película de 2011 de los WWE Studios protagonizada por el luchador de World Wrestling Entertainment Triple H (Paul Levesque). También la interpretan Yeardley Smith, Ariel Winter, Kevin Corrigan, José Zúñiga, Kevin Rankin, Enrico Colantoni e Israel Broussard.

## Argumento
Ray Bradstone (Paul Levesque) es el mejor conductor del mundo del crimen, pero está decidido a enmendarse y ser el mejor padre para su hija Sally (Ariel Winter), y además reconciliarse con su exmujer Lynne (Annabeth Gish). Mientras Ray lucha por encontrar un empleo honrado, su antigua banda de atracadores de banco, encabezada por Philip Larue (Kevin Corrigan), le ofrece un último trabajo. En un principio acepta, pero en el último momento cambia de idea, dejando a la banda sin conductor. En su lugar, Ray decide trabajar como monitor en una excursión del colegio de Sally. Cuando el robo sale mal, Larue culpa a Ray y persigue al autobús del colegio hasta el Museo de Historia Natural de Nueva Orleans. Ray debe enfrentarse a Larue, al mismo tiempo que supervisa la clase de Sally, en lo que se convierte en la excursión más loca de la historia.

## Recepción
The Chaperone encontró principalmente reseñas negativas por parte de la crítica. Rotten Tomatoes le concedió un 25% en su totalidad y obtuvo una puntuación Metascore de 33/100 en Metacritic.